# Фрунзи (Бистрица-Насауд)
Фрунзи (рум. Frunzi) насеље је у Румунији у округу Бистрица-Насауд. Oпштина се налази на надморској висини од 351 m.

## Становништво
Према подацима из 2011. године у насељу је живело 1614 становника.